# Селена Гомес: Я и мой мир
«Селена Гомес: Я и мой мир» (англ. Selena Gomez: My Mind & Me) — американский документально-биографический фильм режиссёра Алека Кешишяна вышедший в ноябре 2022 года, в котором рассказывается о певице и актрисе Селене Гомес в течение шестилетнего периода её творческой карьеры. В фильме рассказывается о борьбе певицы со славой, а также о её физическом и психическом благополучии после того, как ей поставили диагнозы: системной красной волчанки и биполярного расстройства.
Фильм был представлен 2 ноября 2022 года, на AFI Fest, а 4 ноября, стал доступен для просмотра на сервисе Apple TV+. Дистрибьюторами кинокартины выступили Interscope Films и Lighthouse Media & Management.

## Сюжет
Документальный фильм рассказывает о шестилетнем периоде карьеры певицы, в течение которого она борется как со славой, так и с физическими и психологическими проблемами, которые последовали за её диагнозом системная красная волчанка, включая трансплантацию почки, физическую боль, тревогу и депрессию, а также о борьбе с биполярным расстройством.В документальном фильме также рассказывается о ранних годах певицы, её детстве и юности, о её благотворительных организациях, а также о том как тяжело жить жизнью суперзвезды, о борьбе с её мировой славой, о том как её постоянно преследуют средства массовой информаци, папарацци и бульварная пресса, а также прошлые (очень токсичные и шумные) отношения и при всем этом Селена становится только сильнее(ментально) к концу фильма.

## Производство

### Разработка
Документальный фильм рассказывает о шестилетнем путешествии Гомес, которое началось примерно в 2015 году, после того как Алек Кешишян снял музыкальное видео Гомес «Hands to Myself». Кешишян сказал: «Я не был заинтересован в создании традиционного документального фильма о поп-звезде, я хотел показать что-то более аутентичное, и Селена тоже. У неё есть грубая уязвимость, которая захватила меня… Тогда я и понятия не имел, что это обернётся шестилетним трудом любви». Певица, однако, сказала: «Как бы я ни нервничала по поводу выпуска чего-то столь личного, в глубине души я знаю, что сейчас самое подходящее время. Я надеюсь, что, делясь своим опытом и своими трудностями, я помогу людям вдохновиться, чтобы рассказать, их истории. И иметь надежду, что все может улучшиться».

### Музыка
За день до выхода документального фильма, певица представила сингл My Mind & Me.   Композиция была написана самой певицей в сотрудничестве с Эми Аллен, Джоном Беллионом, Джорданом К. Джонсоном, Майклом Поллаком и Стефаном Джонсоном и спродюсирована командой The Monsters и The Strangerz. Песня присутствует в финальной части документального фильма и во время титров. В фильм также вошли несколько синглов Гомес, таких как: «Feel Me», «Who Says», «Me & The Rhythm», «Same Old Love», «Lose You To Love Me» и «Baila Conmigo»..

## Релиз
Гомес объявила о выпуске своего документального фильма с коротким клипом, размещённым в её официальном Instagram аккаунте. Трейлер к документальному фильму был выпущен 10 октября, во Всемирный день психического здоровья. Трейлер включал песню «My Mind & Me», выпущенную 3 ноября 2022 года.
Премьера фильма состоялась 2 ноября 2022 года на фестивале AFI Fest в Китайском театре TCL в Голливуде. Фильм был показан в некоторых кинотеатрах США и на платформе Apple TV+.

## Критический приём
Кинофильм получил весьма положительные отзывы от критиков. Сайт-агрегатор обзоров Rotten Tomatoes сообщил о рейтинге одобрения 94% на основе 17 рецензий. На сайте Metacritic, фильм получил средневзвешенную оценку 68 из 100, основанную на рецензиях 10 критиков, что указывает на «в целом положительные отзывы».
Крис Аззопарди из The New York Times, похвалил документальный фильм как «честное портретное исследование славы и психических заболеваний». Он пишет, что фильм «предлагает обнадеживающий катарсис: как, когда мы раскрываем наши самые суровые истины, мы можем исцелиться вместе». В своей статье для IndieWire, Дэвид Эрлих отмечает, что фильм «сырой и грязный». Документальный фильм «не столько фильм об исцелении, сколько фильм о том, как научиться причинять боль самым здоровым способом». «Странный эффект держать нас на расстоянии, это также предлагает самым уязвимым юным зрителям понять, что даже их любимая суперзвезда всё ещё борется за то, чтобы быть ближе к себе». Также пишет: «В отличие от других музыкальных документальных фильмов (популярный в последнее время формат для повторной калибровки изображений знаменитостей), проект Гомес работает в более грубом регистре. Он текстурирован относительной молодостью 30-летней звезды и её попытками  общаться честно, а не идеально». Крис Уильямс из Variety, пишет: «Это далеко не первый музыкальный документ, показывающий, что на вершине может быть одиноко, но он один из немногих, который показывает, что нет простых ответов на этот вопрос, когда в основе лежит психическое заболевание. Из всех изображений суперзвёзд поп-музыки, которые были созданы собственными силами за последние годы, «My Mind & Me», вероятно, наименее праздничное третье действие… что стоит отпраздновать».  Джон Андерсон из The Wall Street Journal пишет: «Достойная работа «Селена Гомес: Я и мой мир» многое объясняет о звезде, культуре и, возможно, моменте».

## Награды и номинации
| Награда                         | Дата церемонии | Категория                                                        | Номинант                                   | Результат | Ист.   |
| ------------------------------- | -------------- | ---------------------------------------------------------------- | ------------------------------------------ | --------- | ------ |
| Critics Choice Association      | 16 ноября 2022 | Символ расширения прав и возможностей женщин в сфере развлечения | Селена Гомес: Я и мой мир                  | Победа    | [ 25 ] |
| Hollywood Music in Media Awards | 16 ноября 2022 | Лучшая оригинальная песня в художественном фильме                | My Mind & Me                               | Номинация | [ 26 ] |
| Hollywood Music in Media Awards | 16 ноября 2022 | Музыкальный документальный фильм/Специальная программа           | Алек Кешишян, Мишель Эн and Кэтрин ЛеБлонд | Номинация | [ 26 ] |
| Variety Hitmakers               | 3 декабря 2022 | Песня года в фильме                                              | My Mind & Me                               | Победа    | [ 27 ] |
| iHeartRadio Music Awards        | 27 марта 2023  | Любимый документальный фильм                                     | Селена Гомес: Я и мой мир                  | Победа    | [ 28 ] |